# Euandroblatta clavigera
Euandroblatta clavigera är en kackerlacksart som beskrevs av Rehn, J. A. G. 1937. Euandroblatta clavigera ingår i släktet Euandroblatta och familjen småkackerlackor. Inga underarter finns listade i Catalogue of Life.